# Wandsbeker Marktplatz

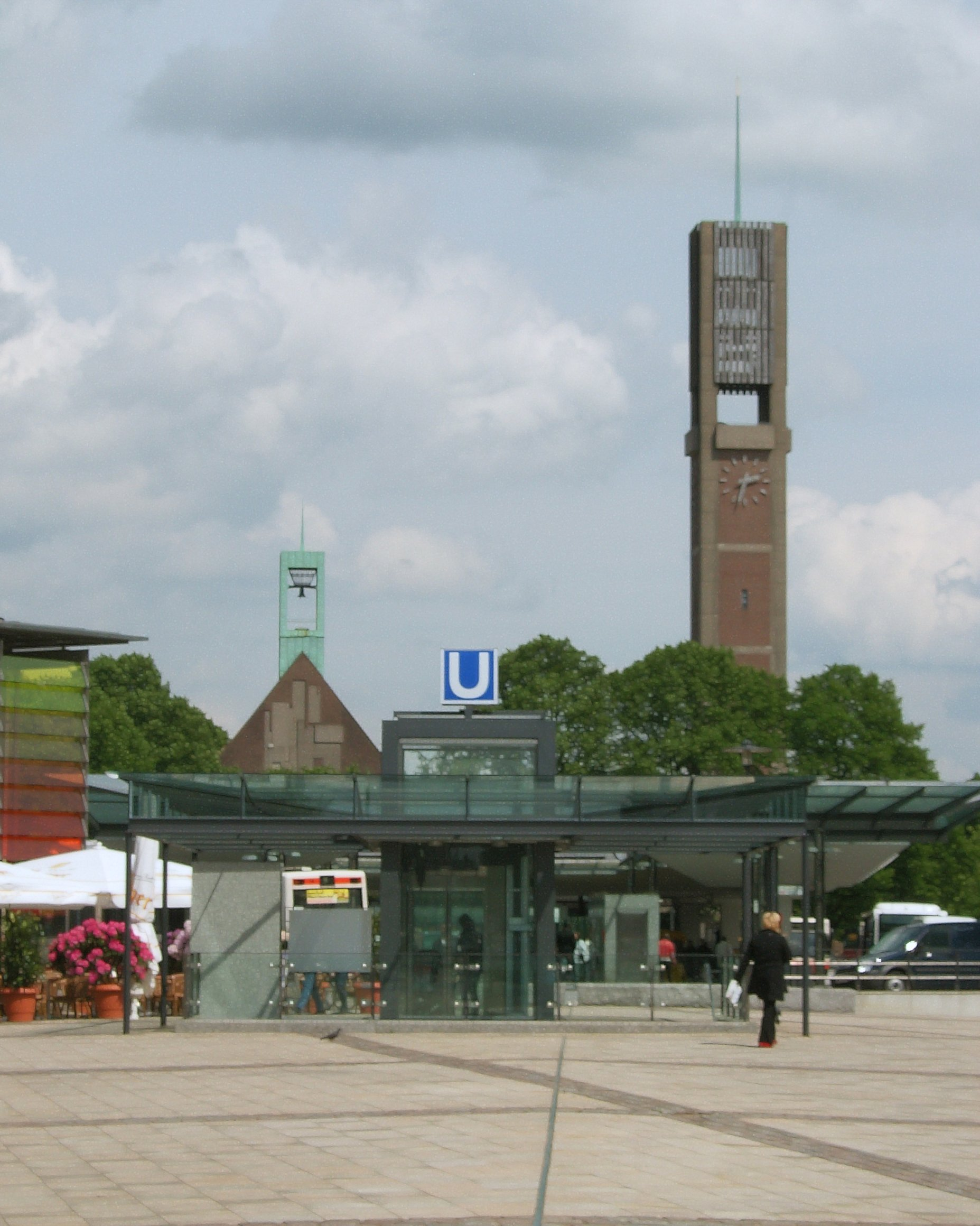
Busbahnhof „Wandsbek Markt“ mit Eingang zur U-Bahn, im Hintergrund die Christuskirche

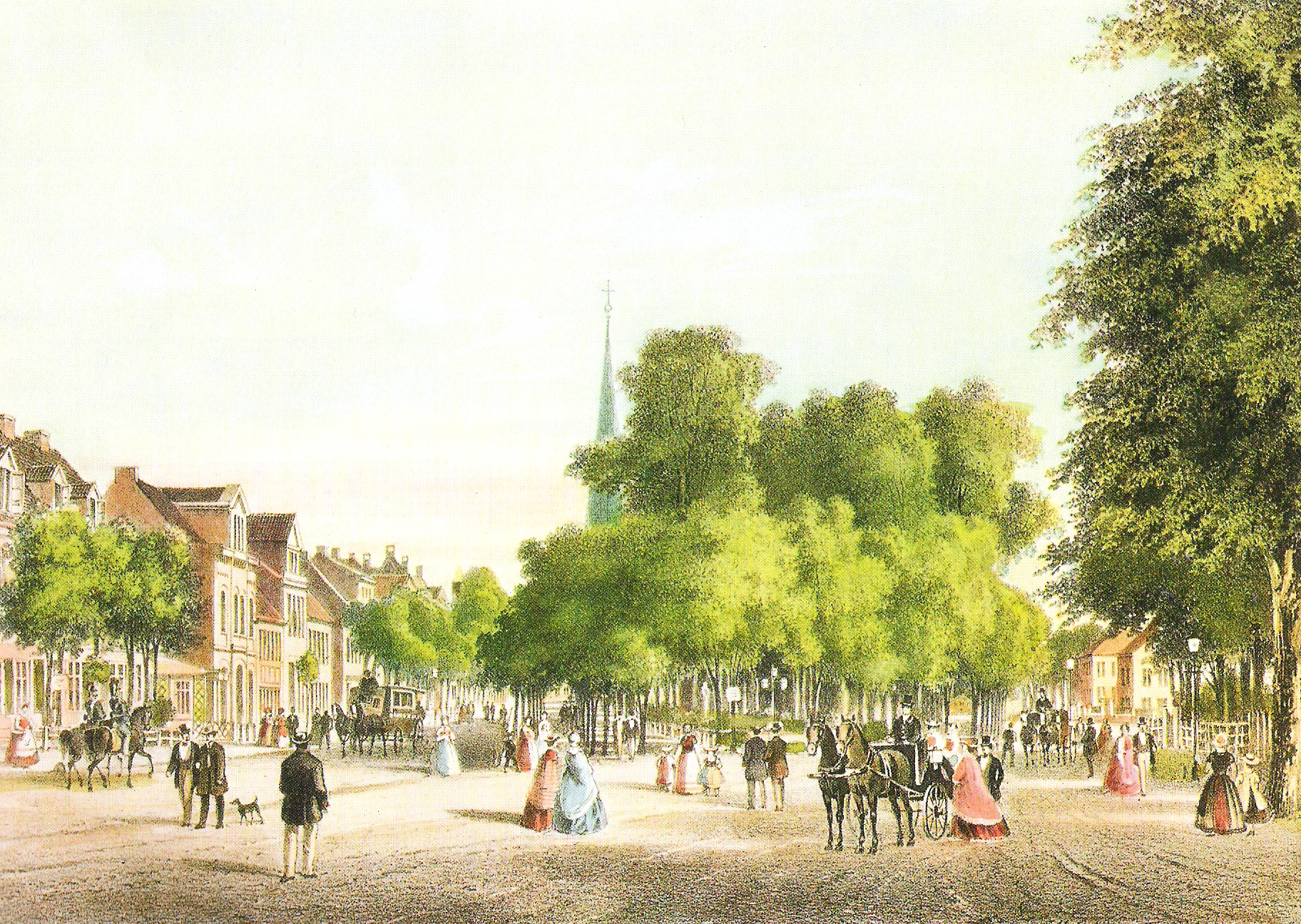
Der Wandsbeker Marktplatz im Jahr 1861 (Wilhelm Heuer)

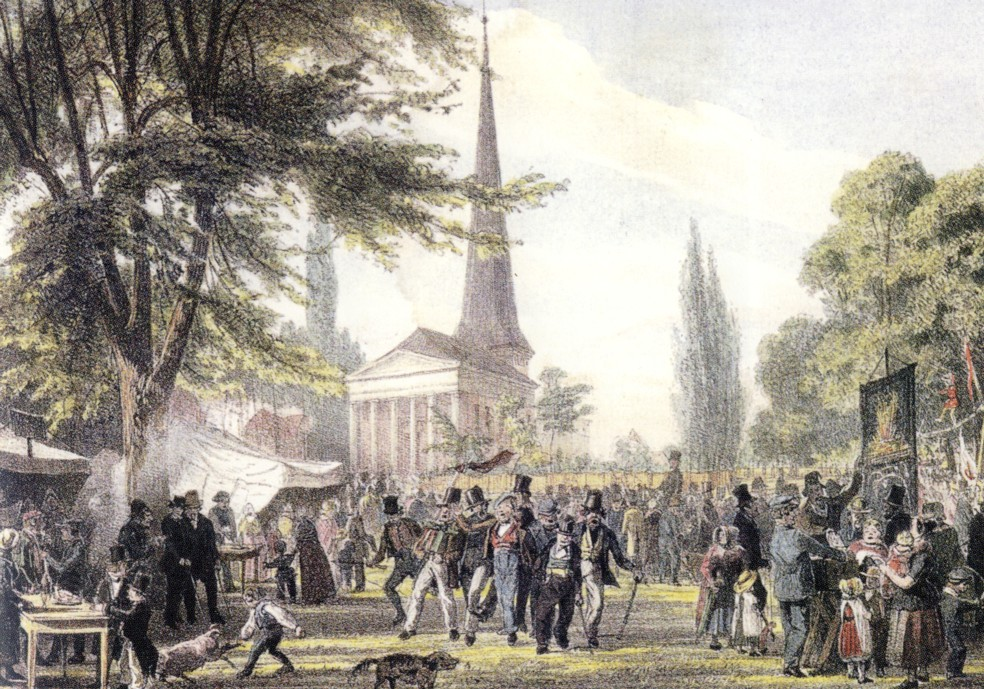
Markttreiben vor 1890 (Friedrich Adolph Hornemann)

Wandsbek Markt 1918

Straßen- und U-Bahn-Verlauf
(Details bei Google Maps)

Der Wandsbeker Marktplatz ist ein zentraler Platz und Verkehrsknotenpunkt im Osten Hamburgs. Er markiert zugleich das historische Zentrum der bis 1937 selbständigen Stadt Wandsbek. 1962 wurde hier der U- und Busbahnhof Wandsbek Markt eröffnet. Nördlich des Platzes befindet sich die Wandsbeker Marktstraße mit dem Kaufhaus Karstadt, dem Einkaufszentrum Wandsbek Quarree und zahlreichen Einzelhandelsgeschäften, südlich liegt die Schloßstraße mit dem Stormarnhaus (Bezirksamt) und weiteren Banken und Geschäften. Im Osten wird der Platz von der Straße Robert-Schuman-Brücke (erst Wandsbeker Allee, dann Wandsbeker Rathausbrücke) mit der Christuskirche begrenzt.

## U-/Busbahnhof Wandsbek Markt
Zwischen 1961 und 1962 wurde die U-Bahn in offener Bauweise durch die Wandsbeker Marktstraße zum Wandsbeker Markt gebaut. Der U-Bahnhof Wandsbek Markt, an dem bereits seit 1959 gebaut worden war, wurde 1962 eröffnet. Hier verkehrt heute die Linie U1 auf ihrem östlichen Abschnitt zwischen der Hamburger Innenstadt und den Walddörfern bis Ohlstedt bzw. Großhansdorf.

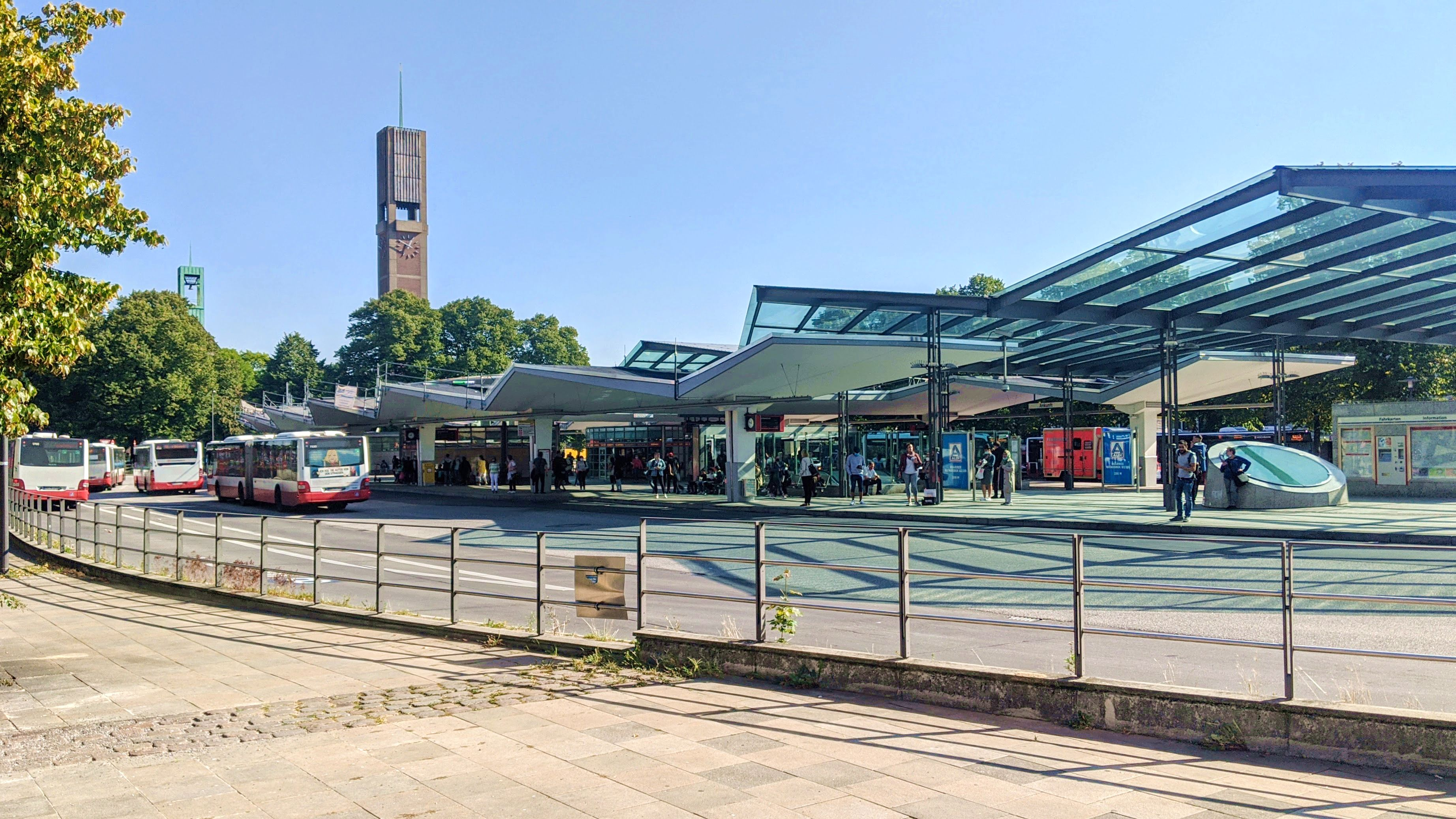
Busbahnhof Wandsbek Markt

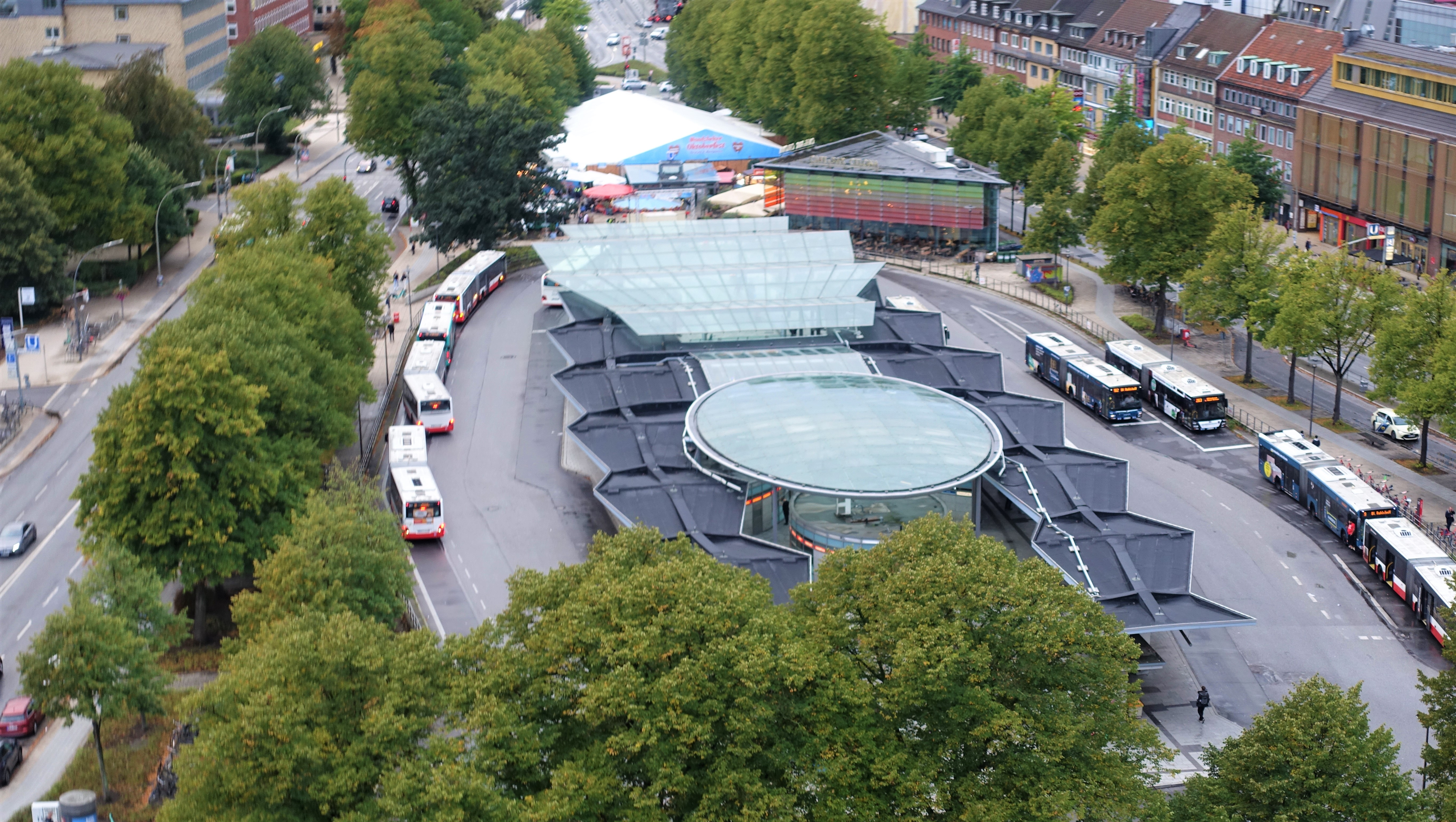
Busbahnhof Wandsbek Markt – vom Kirchturm gesehen

Gleichzeitig mit der Eröffnung des U-Bahnhofs ging auch der nach Plänen von Heinz Graaf gestaltete Busbahnhof in Betrieb. Er galt damals als die größte und modernste Bus-Umsteigeanlage Deutschlands.  Von 2004 bis 2005 wurde der Busbahnhof renoviert und die Eingangsbereiche zur U-Bahn umgestaltet. Architekten waren Friedhelm Grundmann und Mathias Hein. Dabei wurden die vorhandenen Betondächer durch Glasdächer ergänzt, die teilweise der originalen Zick-Zack-Form angepasst sind. Außerdem sorgen runde Dächer und Pavillons für eine Auflockerung der strengen Geometrie.

## Der neue Platz
Beim Bau des Busbahnhofs gestaltete man den westlichen Teil des Platzes zu einem Park. Dieser blieb jedoch lange Zeit weitgehend ungenutzt, da er eine unerreichbare Verkehrsinsel darstellte. Erst durch einen zusätzlichen U-Bahn-Ausgang und zwei neue Fußgängerüberwege wurde das Gelände erschlossen und zu einem großzügigen Platz mit Sitzgelegenheiten umgestaltet. Bei gutem Wetter ist der Platz heute ein belebter Treffpunkt.
An der Ostseite entstand eine kleine Parkanlage mit dem Puvogelbrunnen und modernen Statuen von Tycho Brahe und Heinrich Rantzau. Eine ebenfalls aufgestellte Büste des Kaufmanns Heinrich Carl von Schimmelmann war indes umstritten und wurde im September 2008 wieder entfernt.
Der Puvogelbrunnen wurde 1907 eingeweiht. Der Bau des Bildhauers Cuno von Uechtritz-Steinkirch erfolgte zu Ehren des Wandsbeker Bürgermeisters (1873–1907) Friedrich Puvogel, der in seiner Amtszeit Wandsbek modernisiert hat und insbesondere die kommunalen Betriebe an die neue Zeit angepasst hat. Darauf spielt die Verbindung von Elektrizität (Leuchte in der Hand der Figur) und Wasser (Springbrunnen) an. Der Bau des Brunnens war für damalige Verhältnisse spektakulär und mit enormen Kosten verbunden.
Zunächst stand der Brunnen in den Grünanlagen der Schloßstraße. Nachdem dann 1960 der Bau der U-Bahn-Strecke begonnen hatte, musste der Standort des Brunnens gewechselt werden. Beim Umbau des Busbahnhofs erhielt er nochmals einen neuen Platz an der Ostseite des Busbahnhofes.

## Stormarnhaus
Das Stormarnhaus wurde von 1922 bis 1923 nach Plänen von Fritz Höger für die Verwaltung des Kreises Stormarn errichtet. Seit 1949 ist es das Bezirksamt Hamburg-Wandsbek. Es liegt wie die ganze Südseite der Schloßstraße im Hamburger Stadtteil Marienthal.

## Christuskirche
Die von der Architektengemeinschaft Hopp und Jäger entworfene Christuskirche Wandsbek ist die zentrale Kirche des Stadtteils Wandsbek. Sie füllt die Ostseite des Platzes aus und ist vor allem durch ihren markanten Turm aus dem gesamten Wandsbeker Zentrum gut sichtbar. Der heutige Kirchenbau ist die vierte Kirche an dieser Stelle.
Auf dem zur Kirche gehörenden historischen Friedhof befindet sich das Mausoleum von Heinrich Carl Graf von Schimmelmann und die Gräber bedeutender Wandsbeker Persönlichkeiten.

## Fotografien

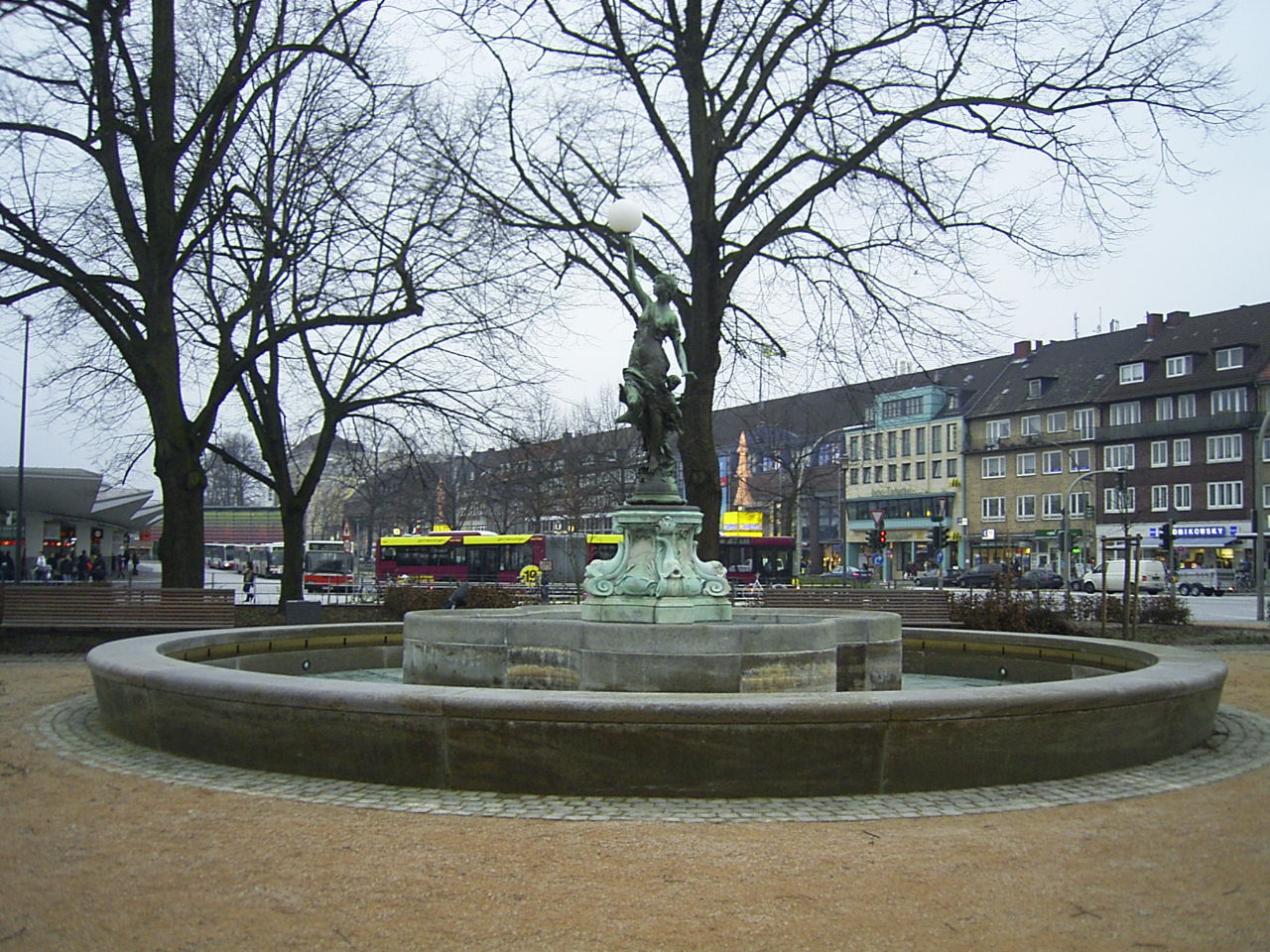
Puvogel-Brunnen
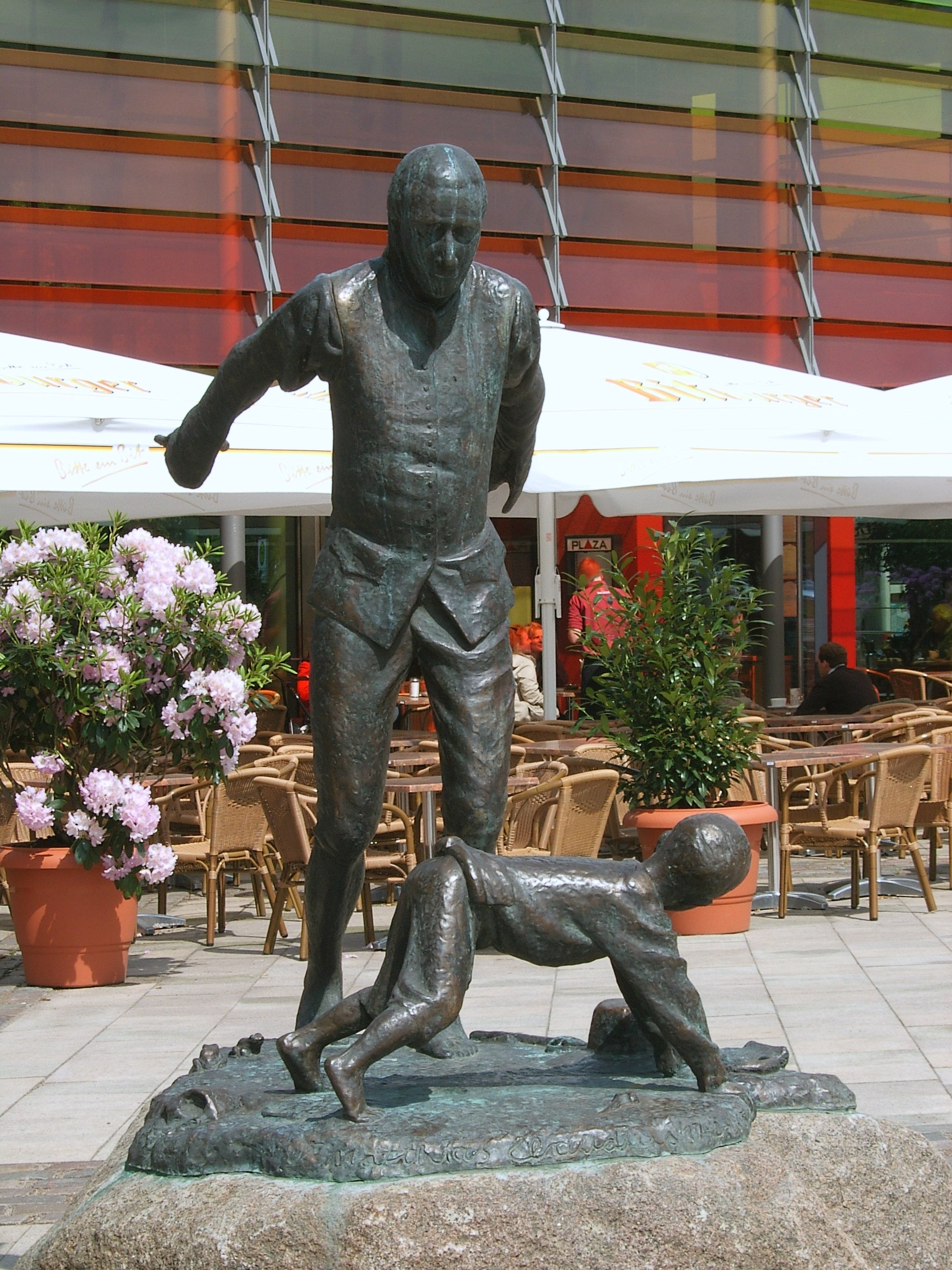
Skulptur „Der Freudensprung“ auf dem neu angelegten Platz
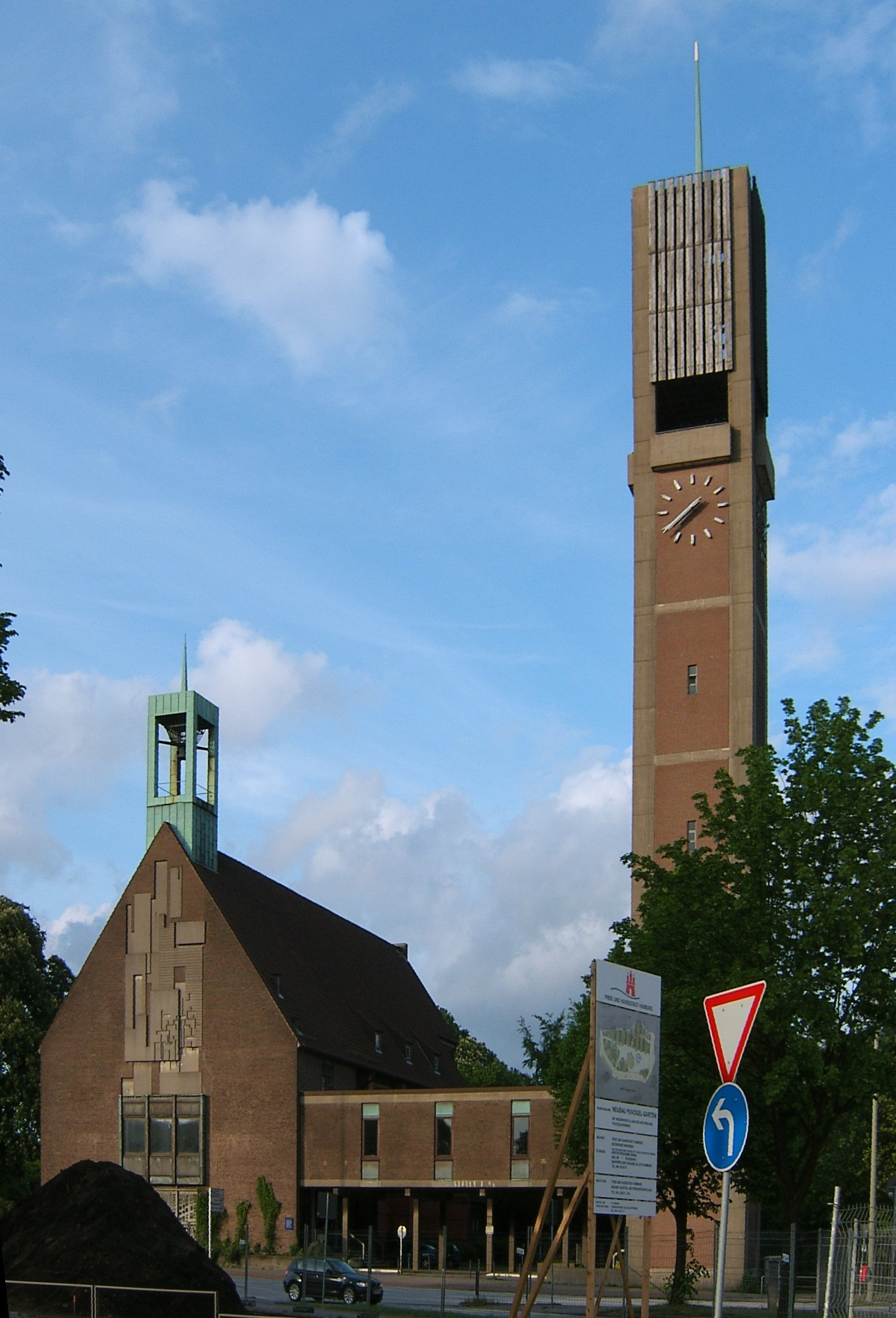
Christuskirche
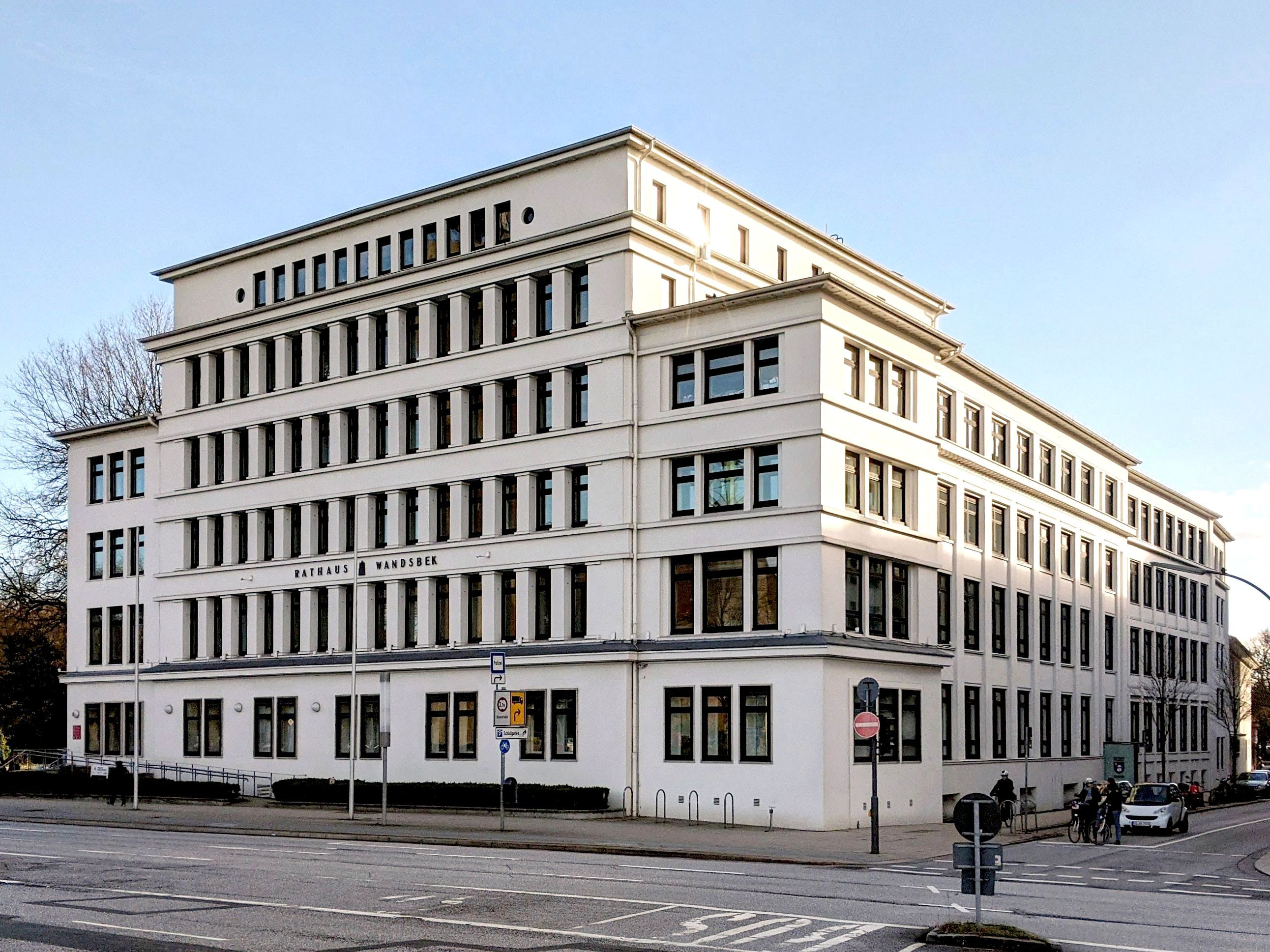
Ehemaliges Stormarnhaus, jetzt Bezirksamt
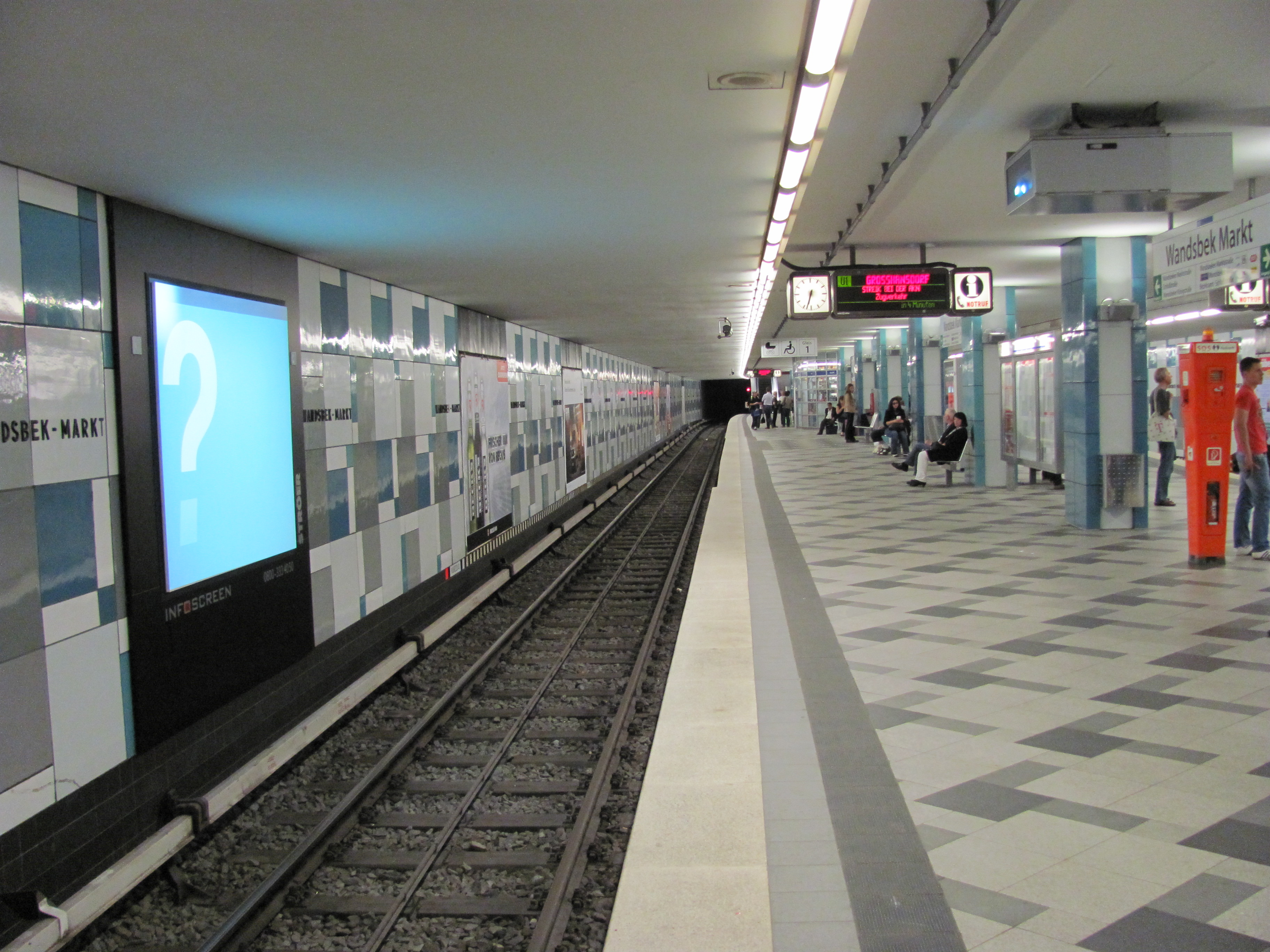
Bahnsteig im U-Bahnhof